# Beni Ksila
Beni Ksila (în arabă بنى كسيلة) este o comună din provincia Béjaïa, Algeria.
Populația comunei este de 4.385 de locuitori (2008).